# Špindlerova bouda

Oznaczenie szlaków do hotelu w terenie (nieme znaki)

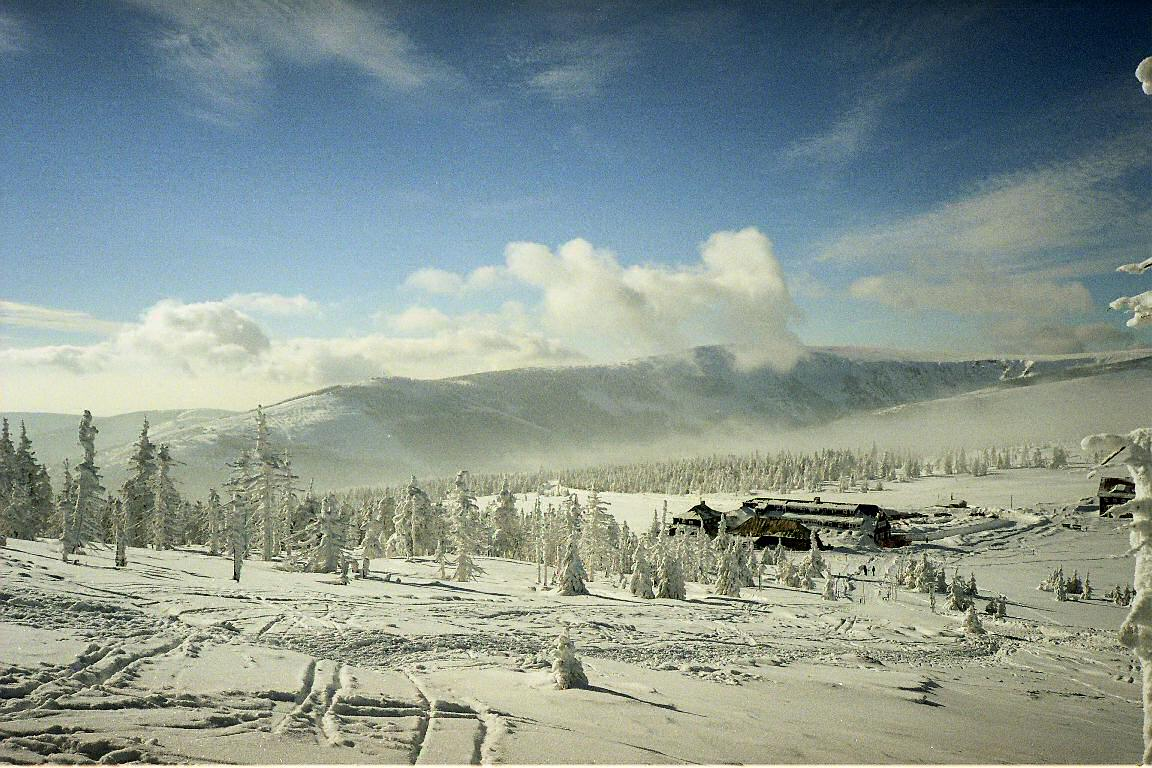
Špindlerova bouda w zimie

Špindlerova bouda (również Špindlerka lub Špindlerovka, niem. Spindlerbaude) – dawne czeskie schronisko turystyczne, a obecnie hotel znajdujący się w Karkonoszach, na Przełęczy Karkonoskiej (1178 m n.p.m.), tuż przy granicy z Polską i Drodze Przyjaźni Polsko-Czeskiej.
Pierwszy budynek postawił prawdopodobnie niejaki Ignác Hallman w 1784. Obecna nazwa pochodzi od Františka Špindlera, sołtysa z Bedřichova, który przebudował schronisko w 1824 – miało wówczas kształt zbliżony do obecnego (używano też alternatywnej nazwy – Rychrářova bouda). W XIX wieku obiekt dwukrotnie płonął – w 1826 oraz w 1885, dwukrotnie go jednak odbudowywano.
W 1914 (według innych informacji dopiero w 1924) doprowadzono pod schronisko 8-kilometrową drogę ze Szpindlerowego Młyna. Obecnie pod budynek kursuje autobus z tej miejscowości; dojazd samochodem jest ograniczony.
W 1997 schronisko kupił Tomáš Tyle i urządził w nim dwugwiazdkowy hotel, który jednak spłonął po raz kolejny w 2005. Szybko go odbudowano i już w grudniu tego samego roku rozpoczął ponownie działalność jako hotel, tym razem o standardzie trzy i pół gwiazdki.
Po polskiej stronie granicy, nieco wyżej, znajduje się schronisko „Odrodzenie”.